# 河本瑞貴
河本 瑞貴（かわもと みずき、1952年 - ）は、日本の脚本家、演出家。長崎県佐世保市生まれ。長崎県立佐世保北高校卒業。立命館大学中退。
横浜放送映画専門学院（現・日本映画大学）2期卒業。馬場当に師事。
日本映画学校で講師を務める。映像科のほか、俳優科の「漫才」の授業を担当し、ウッチャンナンチャンやナイツの育ての親としても知られている。

## 主な作品

### 映画
- 『瀬戸内少年野球団・青春篇 最後の楽園』 （1987年）

### テレビ
- 『家族アレルギー症候群』
- 『オヤジの恋文』
- 『眠らない森』
- 『麒麟がくる』（2020年）

### 舞台
- 『幕末太陽伝』
- 『チープスリル』

### 書籍
- 『マセキ会長回顧録　親子三代芸能社』（2015年、彩流社）ISBN 9784779120923　‐ 柵木眞との共著（聞き手）